# گوبرواتس (کنیچ)
گوبرواتس (به صربی: Guberevac) یک منطقهٔ مسکونی در صربستان است که در کنیچ واقع شده‌است.